# 4770 Lane
A 4770 Lane (ideiglenes jelöléssel 1989 PC) a Naprendszer kisbolygóövében található aszteroida. Eleanor F. Helin fedezte fel 1989. augusztus 9-én.